# Pelvicachromis taeniatus
Pelvicachromis taeniatus е вид лъчеперка от семейство Цихлиди (Cichlidae).

## Разпространение
Видът е разпространен в Камерун и Нигерия.